# Шульц, Райнгольд Асафович
Шульц Райнгольд (Роман) Асафович — (1 ноября 1949, г. Сыктывкар. СССР — ФРГ. г. Гиссен). Российский и немецкий писатель, общественный деятель, представитель этнических немцев стран бывшего СССР.
Литературный псевдоним «Папа Шульц». «Роман Асафович». «Асафович».

## Биография
Райнгольд Шульц родился во вторник 1 ноября 1949, в посёлке Краснозатонском пригороде столицы Коми АССР, городе Сыктывкар в лютеранской семье высланных из Карелии, житомирских немцев-колонистов.
Отец Шульц Асаф Карлович 23.05.1908 — 20.08.1963 г.     = 55 лет
Мать Отто Линда Эмильевна 29.10.1917 — 08.01.1975 г.    = 58 лет
Брат Шульц Гельмут Асафович 04.09.1935 — 06.05.1976 г. = 41 год
Брат Шульц Лео Асафович 22.06.1955 г.
С 1990 года Шульц Райнгольд живёт в ФРГ, в г. Гиссене, земля Гессен.
Юморист, писатель, публицист, он является активным членом современного общества, пишет стихи, басни, историческую прозу, юмористические рассказы, пародии, анекдоты, христианские и житейские истории, репортажи, сказки.
В 2008 г. в Москве в центральном доме литераторов по итогам международного литературного конкурса "национальная премия «Золотое перо Руси», в специальной номинации «Русское в нас» ему присудили победу за эссе «Чья во мне душа?».

## Военная служба
С 12.11.1968 г. Служил в Советской армии, в ВВС, в Великом Новгороде.
Затем в Крыму, Феодосии, в филиале Центра подготовки космонавтов, Государственный лётно-испытательный центр Министерства обороны имени В. П. Чкалова.
В одно время был личным радистом Космонавта № 4 Поповича Павла Романовича.
20.11.1970 г. Демобилизован в звании младшего сержантa, в должности начальникa радиостанции средней и большой мощности.

## Публикации
У Папы Шульца более 1500 публикаций в СМИ. Его произведения печатали в Казахстане, в Белоруссии, на Украине, Польше, Швейцарии, Франции, Финляндии, Норвегии, Греции, Австрии, Австралии, Канаде, США, во многих русскоязычных газетах и журналах Германии. Появились также переводы его рассказов в немецкоязычной прессе. В христианской редакции «Свет во тьме», рассказы Райнгольда озвучены и записаны на дискеты для незрячих людей.
Его «Шульц-фильмы» неоднократно показывали в Германии по телевидению. На радиостанции «Немецкая волна», радио «Берлин Бранденбург» действовал юмористический радиоклуб «В гостях у папы Шульца».
Папа Шульц обладатель шуточного юмористического «Lach Orden», (орден смеха), ценных призов, почётных грамот, дипломов, литературных медалей, многочисленных откликов благодарных читателей. Он победитель многих литературных конкурсов, в том числе и первого всегерманского конкурса прозы и публицистики «Neuer Hafen» в 2007 году в Дрездене, где был награждён дипломом и «Золотым глобусом». (Награда находится в музее немцев из России, в городе Детмольд)
В таких газетах как «Диаспора»-Сакраменто, «Панорама»-Лос Анжелес, «Магнолия»-Канада, «ФОРУМ»-Канада, «Соотечественник»-Норвегия, «Литерарус»-Финляндия, в журналах «Надежда»-Белоруссия, «Книголюб» — Алма-Ата.
Райнгольд публиковался в России в газетах Аргументы и факты, «Российский писатель», «Российский колокол», «Санкт Петербург», «Новости Питера», «Молодёжь Московии», «Московская немецкая газета», «Neues Leben» (Москва), «Коми-му», «Республика», «Красное знамя», «Дым Отечества» в Коми АССР. «Сибирская газета»- (Новосибирск). Журнал «Культура» — (Омск), «Заполярная правда» — (Норильск), «Дальний Восток» — (Хабаровск).
В Германии активно печатался в русскоязычных газетах и журналах, таких как: «Акцент», «Родина», «Родник», «Районка», «Ост-Вест панорама», «Контакт», «Контакт Шанс», «Кругозор», «Кругозор Плюс», «Консультант», «Камертон», «Земляки», «ЛДК по-русски», «Переселенческий вестник», «Островок», «Восточный Экспресс», «Европа экспресс», «Берлинский экспресс», «Истоки», «Известия». «Христианская газета», «Забытый Алтарь», «Сестра», «Вести», «Дипломатический курьер», «Вюрцбургерское кольцо», «Германия плюс», «Мюнхен плюс», «Вечерняя газета», «Трибуна», «Рассвет», «Самовар», «Литературный европеец», «Volk auf dem Weg».
Переводы его рассказов и очерков появились в немецкоязычных газетах «Deutsch-Russische Zeitung», «Zeitung der Wolgadeutschen», «Kreuz der Liebe», «Höchster Blatt»- Hattersheim, «Marburger Zeitung», «Oberhessische Zeitung», «Gießener Anzeiger», «Gießener Allgemeine», «Allgemeine Zeitung», «Jüdische Zeitung».

## 1. Член литературного общества в ФРГ «Немцы из России». С 17.10.1999 года
2. Член международной ассоциации писателей и публицистов. (МАПП) С 22. 07. 2007 г.
3. Член Берлинского литературного общества «Berliner — Literaturbund». (BLB) С 16. 10. 2007 г.
4. Член Международного Сообщества Писательских Союзов, (МСПС) . 01. 07. 2008 г.
5. Член Союза Соотечественников. 07. 06. 2008 г.
6. Член Всегерманского Интеграционного Совета при Бундесрате. (Верхняя палата ФРГ). 07.06.2008 г.
7. Член переселенческого землячества «Немцы из России». 01.04.2009 — 29.09.2012 г. 27.04.2013 г.
8. Член ВСЕМИРНОЙ КОРПОРАЦИИ ПИСАТЕЛЕЙ — штаб квартира в Нью-Йорке. 26.03.2013.
10. Общее собрание Литературного объединения Бонна «Немцы из России» 03.11.2015 года, назначило Райнгольда Шульца исполняющим обязанности пресс секретаря службы по связям с русскоязычной общественностью и СМИ.